# Лазар Каганович
Лазар Мојсејевич Каганович (рус. Ла́зарь Моисе́евич Кагано́вич; Кабањ, 22. новембар 1893 — Москва, 25. јул 1991) био је совјетски револуционар и политичар јеврејског порекла. Сматра се одговорним за Гладомор и извршење великог броја хапшења и егзекуција у време стаљинистичког терора тридесетих година.

## Биографија
Рођен је у близини Кијева, у јеврејској породици. Године 1911, постао је члан бољшевичке партије. Маја 1917, постао је вођа војне организације бољшевика у Саратову. Током Октобарске револуције, руководио је устаничким снагама у Гомељу. После револуције, од 1918. до 1922. године, вршио је многе функције широм совјетске Русије, од Нижњег Новгорода до Туркменистана.
Током јачања сопственог утицаја, Јосиф Стаљин га је прикључио својој интересној групи. Каганович је 1924. постао члан Централног комитета СКП(б), а од 1925. до 1928. био је скеретар ЦК Комунистичке партије Украјине. Године 1930, постао је члан Политбироа ЦК СКП(б). У то је време био један од проводилаца масовне индустријализације и колективизације у Совјетском Савезу.
Због лошег вођења колективизације у Украјини, сматра се једним од одговорних за избијање велике украјинске епидемије глади 1932—1933. године. Током трајања великих чистки унутар СКП(б), Каганович је организовао хапшења хиљада железничких радника и службеника.
Током Великог отаџбинског рата, био је комесар за Севернокавкаски и Закавкаски фронт. Године 1943, добио је титулу хероја социјалистичког рада. Остатак рата је провео на функцији комесара за железнице.
Године 1947, накратко је поновно био секретар ЦК КП Украјине, а од 1952. до 1957. године председник Већа министара Совјетског Савеза (премијер). Иако је био стаљиниста, Каганович је након Стаљинове смрти још увек имао одређеног утицаја. Међутим, 1957. године је присиљен да иступи из Централног комитета и Президијума Совјетског Савеза. Добио је посао директора мале фабрике калијума на Уралу. До 1961. је у потпуности искључен из партије, те је живео као пензионер у Москви.
Умро је 1991. године Москви, у својој 97. години живота. Сахрањен је на гробљу Новодјевичје.